# Maria Grabensberger
Maria Grabensberger (* 29. Februar 1948 in Graz, Steiermark) ist eine österreichische Politikerin (ÖVP).

## Leben
Maria Grabensberger wurde am 29. Februar 1948 in Graz geboren. Sie besuchte hier nach der Volksschule das Gymnasium und studierte Medizin an der Universität Graz, das Studium schloss sie 1972 mit der Facharztausbildung für Frauenheilkunde und Geburtshilfe ab. Anschließend war sie Turnusärztin am Landeskrankenhaus Leoben und Fachärztin an den Krankenhäusern Leoben und Judenburg, bevor sie 1991 eine Praxis in Graz eröffnete.
Von 1991 bis 1996 war sie Abgeordnete im Steirischen Landtag. Die Angelobung fand am 18. Oktober 1991 statt. Sie war in den Ausschüssen „Finanzen“, „Gesundheit, Sport und Spitäler“ sowie „Wissenschaft und Neue Technologien“ tätig.